# Red Road (bande dessinée)
Pour le film d'Andrea Arnold, voir Red Road.
Red Road est une série de bande dessinée de Derib publiée de 1988 à 1998. C'est le second volet d'une saga qui débute avec la série Celui qui est né deux fois.

## Synopsis
Réserve des Sioux Oglala de Pine Ridge, dans le Dakota du Sud, fin du XXe siècle. Le chômage, la précarité, l'alcoolisme et la violence sont le lot quotidien d'une partie des Indiens vivant dans les réserves. Malgré cet environnement sordide, Amos, 16 ans, va entamer un parcours initiatique sur les traces de son ancêtre, Celui qui est né deux fois. Il va prendre conscience de ses talents de guérisseur et de l'aide qu'il peut apporter à son peuple.

## Personnages
- Amos Lambert : protagoniste
- Earl Lambert : père d'Amos
- Alyssa Lambert : petite sœur d'Amos
- Jason Monroe : beau-père d'Earl
- Joséphine Monroe : belle-mère d'Earl
- Richard Old Bear : initiateur d'Amos
- Brad : rodeo businessman
- Stacy : fille du dernier
- Ina Red Eagle : petite amie d'Amos

## Albums de la série
1. American Buffalos, Cristal BD, 1988.  (ISBN 2-88326-000-1).
2. Business Rodeo, Le Lombard, 1993  (ISBN 2-8036-1053-1).
3. Bad lands, Le Lombard, 1995  (ISBN 2-8036-1102-3).
4. Wakan, Le Lombard, 1998  (ISBN 2-8036-1276-3)[1].

## Récompense
- 1994 :  Prix Max et Moritz de la meilleure publication de bande dessinée importée pour le premier tome